# Homocentridia
Homocentridia är ett släkte av fjärilar. Homocentridia ingår i familjen tandspinnare.
Kladogram enligt Catalogue of Life:
| Homocentridia | \| \| Homocentridia alius \| \| \| \| \| \| Homocentridia concentrica \| \| \| \| |
|               | \| \| Homocentridia alius \| \| \| \| \| \| Homocentridia concentrica \| \| \| \| |
|               | Homocentridia alius                                                               |
|               |                                                                                   |
|               | Homocentridia concentrica                                                         |
|               |                                                                                   |